# 恩納岳
恩納岳（おんなだけ）は、沖縄県国頭郡恩納村と金武町にまたがる、標高363メートルの山。
沖縄本島のほぼ中央部に位置する。沖縄の名山として知られ、琉球王国時代から文学の題材とされてきた。沖縄戦終結後に米軍基地として接収され、一般人の立ち入りは制限されている。

## 地勢
沖縄本島のほぼ中央部に位置し、北の沖縄県国頭郡恩納村瀬良垣（せらかき）、南の同郡金武町伊芸（いげい）との境界をなす。標高は363メートルで、両町村の最高峰である。
国頭山地に属するが、沖縄本島を横に走る断層により南北両側が分断され、独立したような山容である。全体的に谷は少なく、起伏が緩やかであるが、山頂付近では急な斜面となり、標高約150メートルから下部に海岸段丘が広がる。北海岸に面する段丘の端部に、第四紀更新世の琉球石灰岩からなる高さ約10メートルの海食崖が形成され、「万座毛」と呼ばれている。北麓に南北に伸びる断層があり、それに沿うように小さな河川が北へ流れ、また南麓側の金武町には小規模の谷底低地が見受けられる。一帯の地質は、中生代から古第三紀にかけての砂岩・粘板岩で構成される国頭層群である。

## 自然
植生は、イタジイやリュウキュウマツ、ススキを主体とする。イタジイは南西麓と北麓の一部のみ自生しているが、これらの多くは伐採後の萌芽によるもので、リュウキュウマツは丘陵部に広く生育している。2009年（平成21年）から2012年（平成24年）にかけて、恩納村で行われた植物調査で恩納岳は軍用地であったことから調査は不可能であったが、頂上部に沖縄本島の脊梁山地をなす与那覇岳や伊湯岳山頂部に多く分布している着生植物が自生していると思われる。
爬虫類のオンナダケヤモリは、沖縄本島から初めて記録されたのが恩納岳であるために名づけられた。沖縄本島のほかに、日本では奄美大島や石垣島、西表島にも見られ、台湾や東南アジア、太平洋・インド洋の島々にも分布している。両生類のイボイモリは、恩納村における最古の報告が恩納岳で、当村での生息は戦前から知られていた。

## 歴史
恩納岳は方言で「ウンナダキ」といい、恩納村の中心集落である「恩納」からの由来とされる。『中山伝信録』には別名に「佐渡山（さとやま）」と記され、東恩納寛惇の『南島風土記』によれば、新しく恩納間切を創設し、総地頭に任命された佐渡山親方安治（恩納安治）から誤って伝わったものとされる。
古くから、本部半島の嘉津宇岳と共に沖縄の名山として知られていた。首里からも遠望することができ、当地の文化人は「山」といえば最初に恩納岳を想起したほどで、琉球における文学のモチーフとなっている。尚敬王時代に、冊封副使の徐葆光と共に琉球王国を訪れた王文治は、「数峯天遠」と記した横書きの扁額を残し、恩納岳の山々を讃えている。蔡温の「恩納嶽」と題した漢詩があり、また琉球古典音楽の一曲『恩納節』の歌詞や、組踊の演目『姉妹敵討』の台詞に恩納岳が取り入れられている。
恩納出身の「なべ」という女性が残した琉歌があり、恩納岳に阻まれた金武に住む恋人を偲んだものといわれる。その歌を以下に紹介する。
1945年（昭和20年）の沖縄戦では、沖縄本島南部からの住民を合わせて約2万人が恩納岳周辺の山中に避難したが、アメリカ軍の捕虜となり、その多くは石川収容所へと送られた。恩納岳に約400人の第4遊撃隊（第2護郷隊）が構えていたが、アメリカ軍の第6海兵師団の攻撃により73人が戦死、恩納岳は占領され、遊撃隊は6月2日に名護の久志岳に向けて撤退した。
戦後、恩納岳周辺はアメリカ軍により接収され、1957年（昭和32年）に設定された「キャンプ・ハンセン」の区域内にあり、一般人の立ち入りは制限されている。また、恩納岳一帯は「キャンプ・ハンセン」の中でも、「ハンセン着弾区域」に指定され、実弾を用いて射撃訓練が行われており、山林火災が頻繁に発生していた。東麓全域は、沖縄県道104号線を封鎖して射撃演習が行われていたが、1997年（平成9年）3月に事実上終了した。
2020年（令和2年）3月、アメリカ軍は「キャンプ・ハンセン」内で行った調査で、沖縄戦当時の遺構が恩納岳で発見された。頂上付近に防空壕、装備品を設置したとされる平坦地などが発見され、第2護郷隊や他の日本軍の陣地跡とみられる。

## ギャラリー

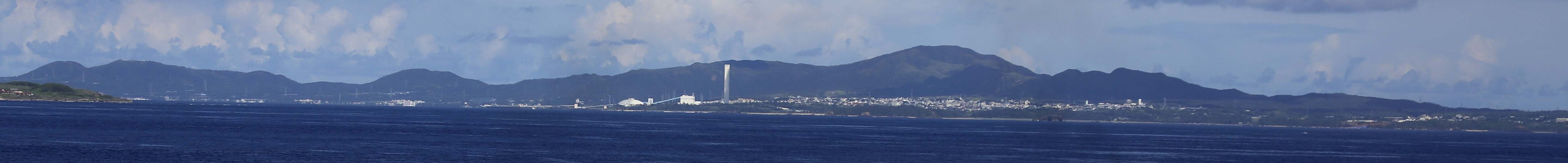
東麓の金武町側の海域から望む沖縄本島中央部の山々。画像中央のやや右の高い山が恩納岳。

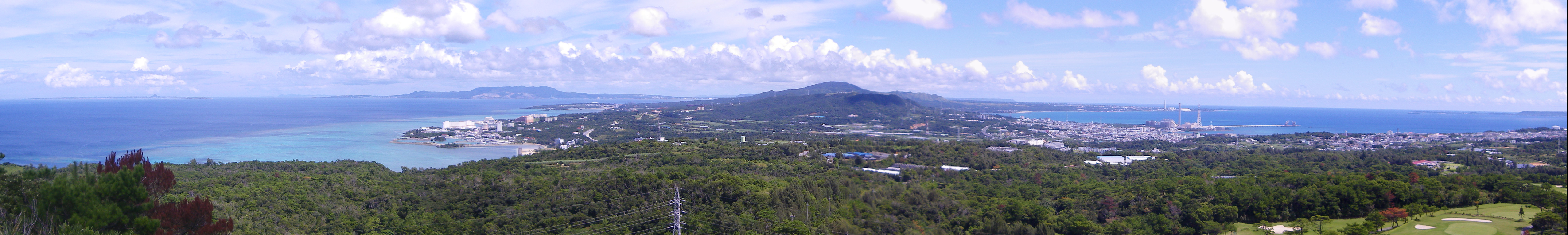
南側のうるま市・石川高原展望台から北東方向に撮影。中央に石川岳、その奥に恩納岳山頂部が見える。

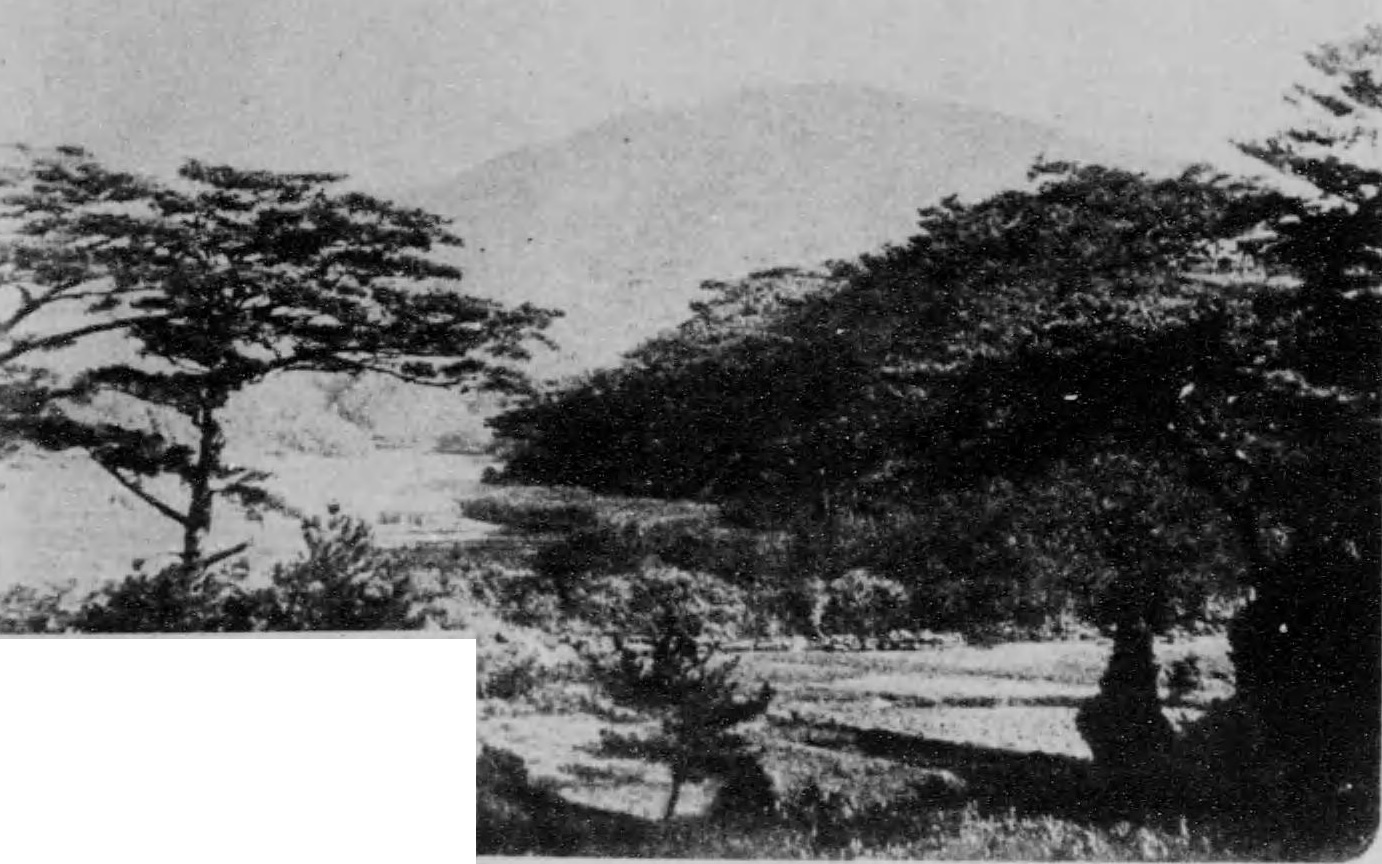
1917年（大正6年）以前の恩納岳
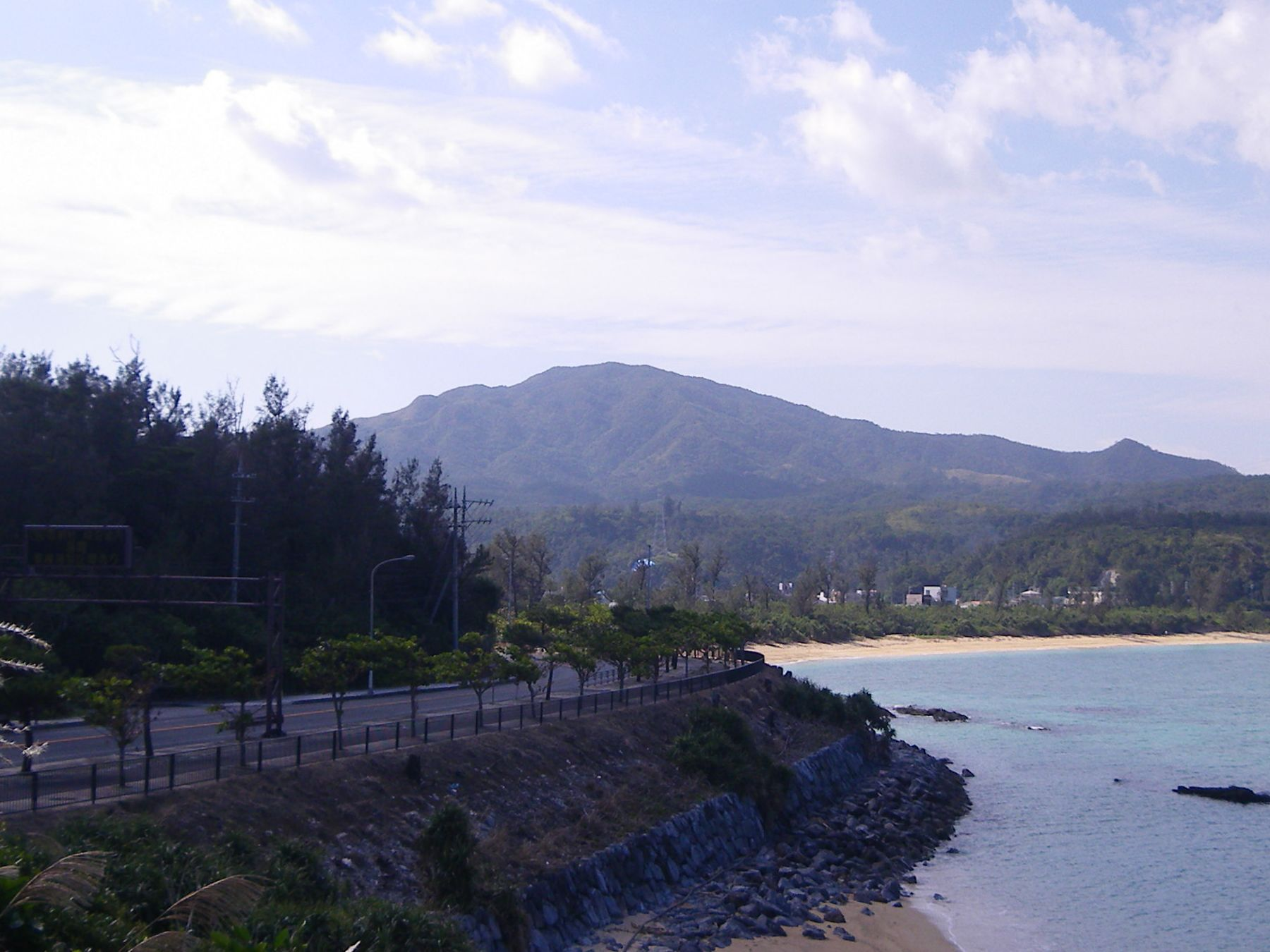
恩納村のアカティーダバンタより
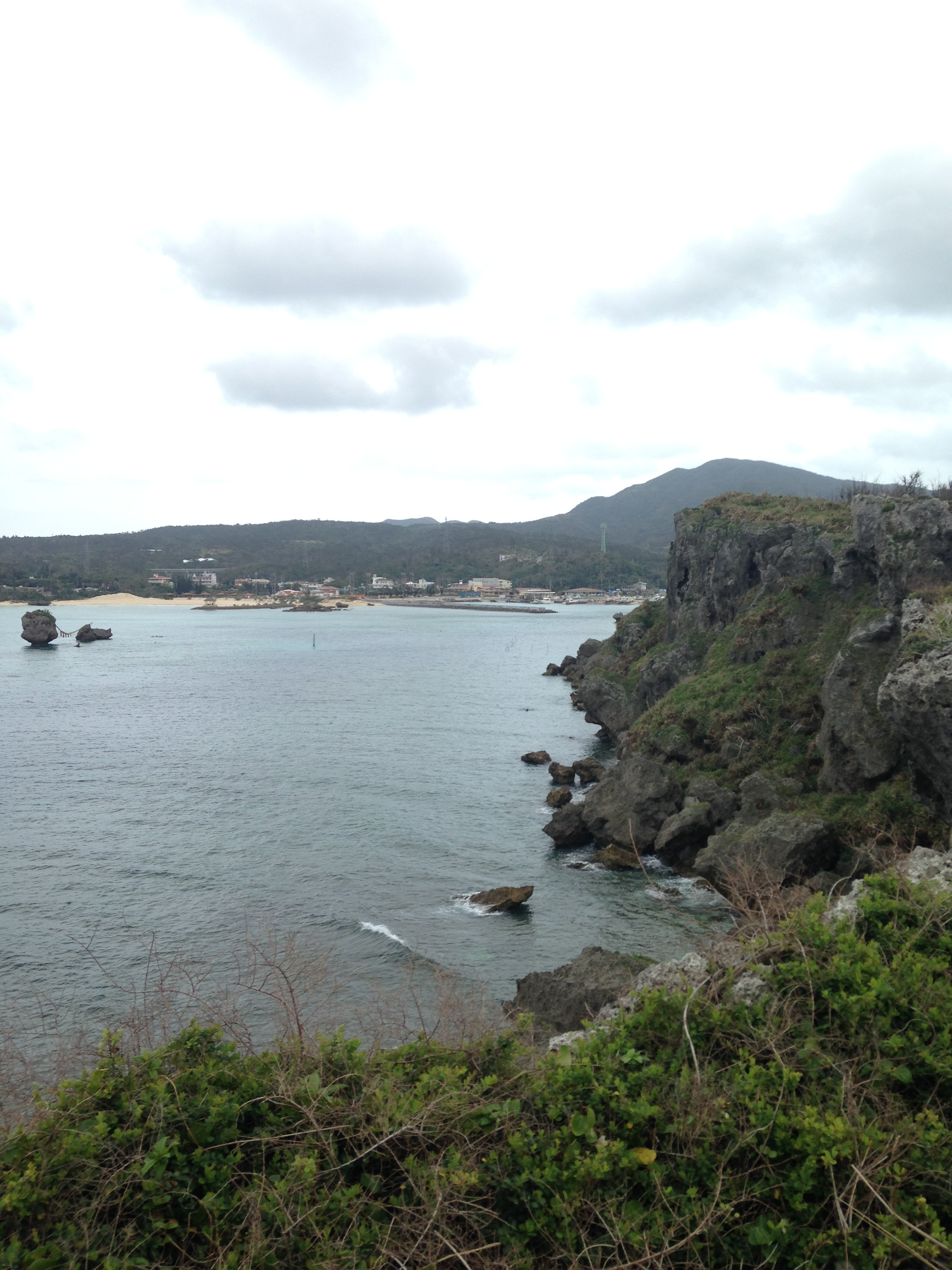
万座毛より